# Heliotropium paradoxum
Heliotropium paradoxum är en strävbladig växtart som beskrevs av Wilhelm Vatke. Heliotropium paradoxum ingår i Heliotropsläktet som ingår i familjen strävbladiga växter. Inga underarter finns listade i Catalogue of Life.